# Elfenbein-Röhrling
Der Elfenbein-Röhrling (Suillus placidus) ist ein relativ seltener Speisepilz aus der Familie der Schmierröhrlingsverwandten. Er ist ein Mykorrhizapilz fünfnadeliger Kiefernarten.

## Merkmale

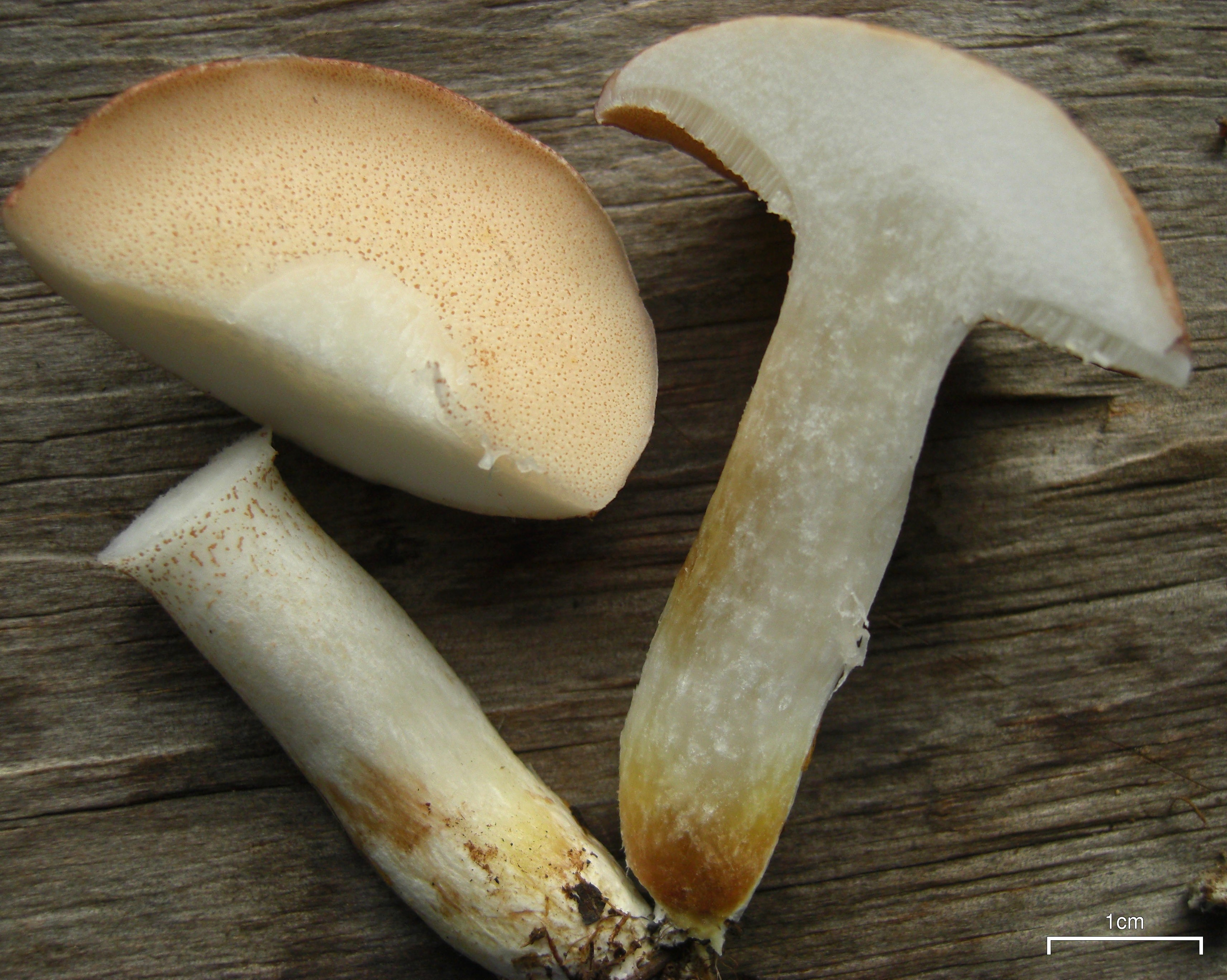
Röhren- und Stieldetails sowie ein längs halbierter Fruchtkörper

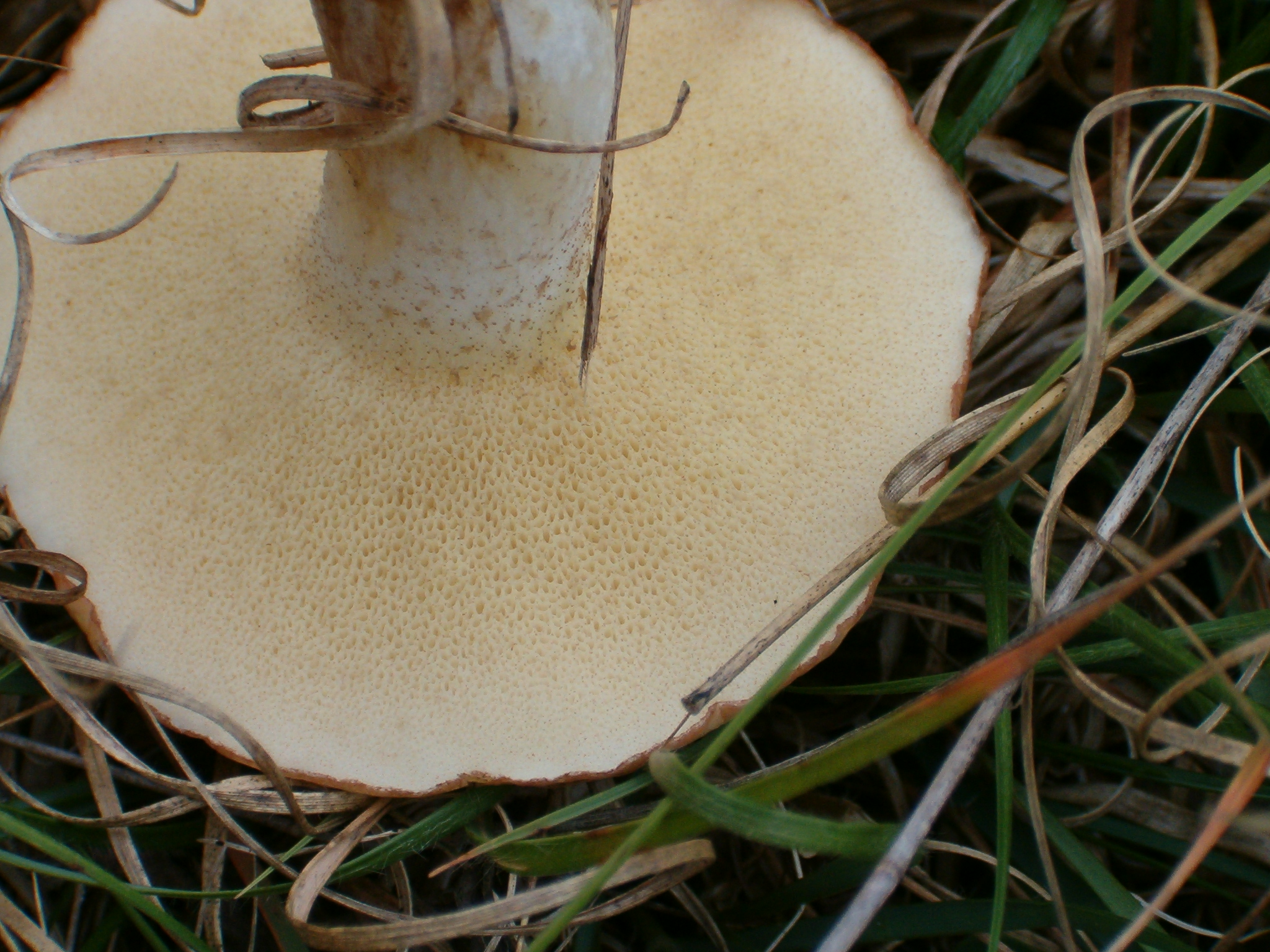
Blick auf die Röhrenschicht des Elfenbein-Röhrlings

### Makroskopische Merkmale
Der Hut ist zunächst halbkugelig bis konvex geformt. Später verflacht er und ist oft völlig flach. Er wird 4 bis 8, manchmal auch bis 10 Zentimeter breit. Die Hutoberfläche ist bei feuchter Witterung schmierig, bei trockenem Wetter etwas klebrig und glänzend glatt. Im Jugendstadium ist sie elfenbeinfarben und geht später über in gelblich bis bräunlich gelb. Die Huthaut ist abziehbar.
Die Röhren sind weißlich und später creme- bis bräunlichgelb. Sie sind vier bis zehn Millimeter lang und leicht am Stiel herablaufend. Die Poren sind jung weißlich und werden später gelb bis bräunlich. Besonders jung befinden sich dort ockerfarbene milchige Tropfen, die später oder bei Trockenheit eintrocknen.
Der zylindrische Stiel ist zwischen zwei und sechs, manchmal 10 Zentimeter lang und kann bis zu 2 Zentimeter im Durchmesser aufweisen. Er ist oft gebogen und an der Basis meist zugespitzt. Auf einer weißen bis blass gelblichen Oberfläche befinden sich auf der gesamten Länge dunklere „Drüsenpunkte“. Diese sind anfangs rötlich, später dunkler bräunlich gefärbt und fließen teilweise zusammen. Bei Berührung wirken sie leicht harzig, mit etwas unangenehmem Geruch. Das Basalmycel ist weißlich.
Das Fleisch ist weich, jung weißlich und später gelblich. Der Geruch ist angenehm und der Geschmack mild. Das Sporenpulver ist gelboliv.

#### Chemische Reaktionen
Die chemischen Reaktionen hängen vom Alter der Fruchtkörper und der Gelbverfärbung ab. Mit Kaliumhydroxid verfärbt sich die Hutoberfläche schwach rosa bis violettlich, später bräunlich. Das Fleisch färbt sich stärker violett, vor allem an den gelben Stellen. Mit Ammoniak reagiert der Hut lilaviolett, das Fleisch lila, die Poren lachsrosa bis rötlichbraun. Auf den gelben Verfärbungen stellt sich im Fleisch eine lachsfarbene und auf den Röhren eine orange Reaktion ein. Mit Eisen(II)-sulfat reagieren die Fruchtkörper violettgrau, an gelben Stellen blaugrün.

### Mikroskopische Merkmale
Die Sporen sind breitspindelig bis -elliptisch und etwa 7 bis 10,5 mal 2,5 bis 4,0 Mikrometer groß. Die Basidien besitzen eine schlank keulige Form und messen 20 bis 30 mal 5 bis 7 Mikrometer. Die Zystiden sind schmal spindelig bis zylindrisch und etwas keulig. Sie sind 30 bis 65 mal 8 bis 15 Mikrometer groß. Meist besitzen sie leicht gelblich getönte Inkrustationen. Die Hutdeckschicht besteht aus verflochtenen, liegenden Hyphen, die zwei bis sechs Mikrometer breit sind.

## Artabgrenzung
Der Elfenbein-Röhrling ist durch seine sehr hellen Farben mit dem auch jung elfenbeinweißen Hut, die auffallenden Drüsenpunkte am Stiel und das Vorkommen unter fünfnadeligen Kiefern gekennzeichnet. Schwieriger abzugrenzen sind dunkelhütige Exemplare.
Der Elfenbein-Röhrling wurde lange Zeit für den Ringlosen Butterpilz (Suillus collinitus) gehalten. Dieser besitzt in der Regel einen dunkleren, faserigen Hut, gelbliche Poren, weniger auffällige Drüsenpunkte am Stiel, eine oft rosafarbene Stielbasis und ein rosa Basalmycel sowie kräftiger gefärbtes Fleisch. Er kommt auch unter anderen Kiefernarten vor.
Ähnlich kann auch der in den Alpen vorkommende Zirben-Röhrling (Suillus plorans) sein, der ausschließlich an Zirbel-Kiefern gebunden ist. Er besitzt einen gelb- bis orangebraunen, faserigen Hut sowie orange- bis olivbräunliche Poren.
In Südeuropa kann er zusammen mit dem Kleinsporigen Kiefern-Röhrling (Suillus bellinii) vorkommen, der jung ebenfalls weißliche Farben aufweisen kann. Er besitzt aber in der Regel auch dann schon bräunliche Flecken. Außerdem ist er an zweinadelige Kiefernarten gebunden.
Weiterhin kommen die weiße Form des Butterpilzes (Suillus luteus f. albus) mit gelblichen Poren sowie der Weiße Röhrling (Suillus hololeucus), der wahrscheinlich an Lärchen gebunden ist, und der Rosaporige Röhrling (Suillus roseoporus) mit rosafarbenen Poren für Verwechslungen in Frage. Außerdem besitzen diese drei äußerst seltenen Taxa einen Ring und keine Gelbverfärbungen.
In Nordamerika sind Verwechslungen mit Suillus unicolor möglich. Er ist weißgelblich gefärbt und fleckt dunkler.

## Ökologie

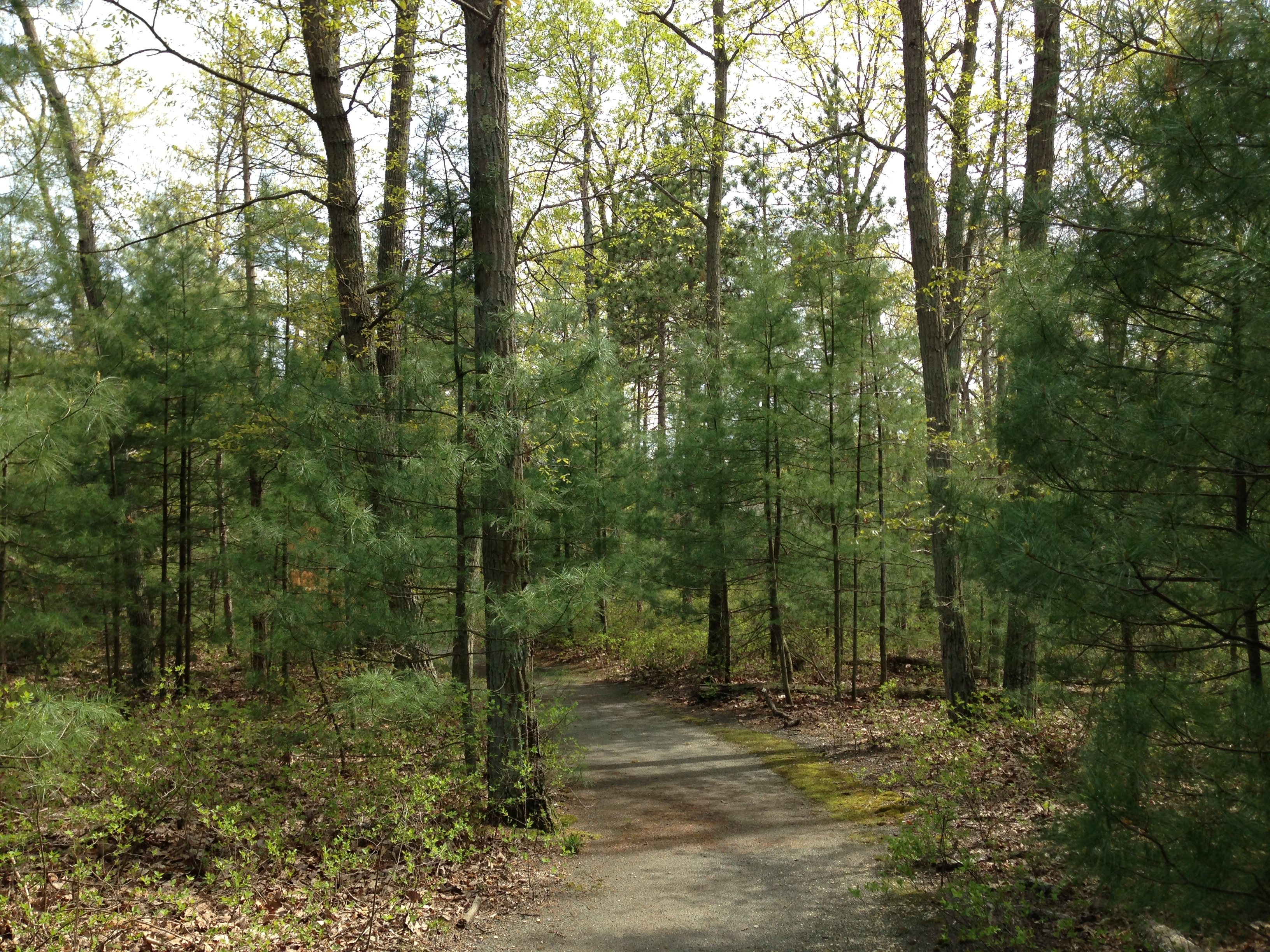
Der Elfenbein-Röhrling lebt mit fünfnadeligen Kiefern in Symbiose.

Der Elfenbein-Röhrling wächst in zahlreichen Waldtypen, auch in Parks und ähnlichen Biotopen. Dabei ist er streng an fünfnadelige Kiefernarten wie die Weymouth- oder die Zirbel-Kiefer gebunden. Der Pilz bevorzugt saure Böden. Die Fruchtkörper erscheinen vor allem im Sommer und Herbst meist gesellig oder manchmal büschelig, seltener einzeln.

## Verbreitung
Der Elfenbein-Röhrling ist in Europa im Wesentlichen im Verbreitungsgebiet der Zirbel-Kiefer im Alpenraum anzutreffen, wo er bis in  Höhen von 2100 Metern vordringt, sowie im östlichen Nordamerika im Bereich der Weymouth-Kiefer. So ist er in Deutschland, Frankreich, Italien, Österreich, in der Schweiz, in der Slowakei und in Tschechien nachgewiesen. Außerdem wurde er in Dänemark, Schweden und in den Niederlanden gefunden. Weiterhin werden Nordafrika, China und Japan angegeben. Angaben in Südeuropa unter zweinadeligen Kiefern resultieren vermutlich auf Verwechslungen mit dem Kleinsporigen Kiefern-Röhrling (S. bellinii).

## Bedeutung
Der Elfenbein-Röhrling ist gut gegart essbar, insbesondere nach Abschaben der dünnen Stielhaut mit den „Drüsenpunkten“.